# Cayo Calpurnio Pisón

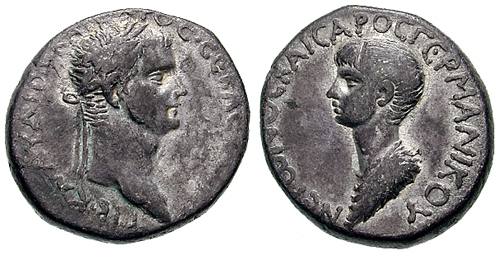
Nerón y Claudio, dos emperadores bajo los que vivió.

Cayo Calpurnio Pisón (en latín, Gaius Calpurnius Piso; ¿?-65) fue un político perteneciente a una noble familia romana de la gens Calpurnia. Hombre muy rico, era considerado un buen orador, cortés y afable. Además de ejercer la política y la abogacía, dedicó sus esfuerzos a la tragedia y la poesía.

## Destierro
El emperador Calígula se había encaprichado de su esposa, Cornelia Orestila, obligándola a abandonarlo, para después, alrededor del año 40, desterrar a Calpurnio Pisón con la acusación de haber cometido adulterio. Una vez muerto Calígula y con Claudio en el poder, retorna a Roma y es nombrado por éste cónsul sufecto.

## La conspiración
Se hizo célebre por su conjura contra el emperador Nerón, la cual había sido preparada para el 19 de abril de 65, en el templo del dios Sol, vecino al Circo Máximo. El arma homicida había sido escondida en el templo de Ceres y el autor sería un hombre de la clase de los senadores llamado Escevino. Sin embargo, la indecisión de Pisón hizo fracasar la conspiración, pues ya en el 62, Pisón había sido sospechoso de conspirar contra Nerón y en aquella ocasión su nombre se mencionó junto con el de Séneca; sin embargo el filósofo desmintió todo.
Había sido designado por los conjurados para suceder a Nerón tras su desaparición, contando para ello con el apoyo de senadores y personajes cercanos al emperador como Petronio, Lucano, Séneca, y Lucio Fenio Rufo, comandante de la Guardia Pretoriana. Cuando la conspiración fue descubierta Cayo Calpurnio Pisón optó por quitarse la vida.